# Chiesa della Madonnina in Prato
La chiesa della Madonnina in Prato, ufficialmente chiesa della Natività di Maria, è un edificio religioso cattolico barocco situato nella città italiana di Varese, in Lombardia. 

## Storia
Nel Cinquecento il rione di Biumo, esterno alle mura cittadine di Varese, era in aperta campagna; agli incroci tra strade non era raro trovare edicole o tempietti votivi. Tale doveva essere in origine anche la cosiddetta "Madonnina in Prato", il cui nome evoca apertamente la sua originaria collocazione agreste.

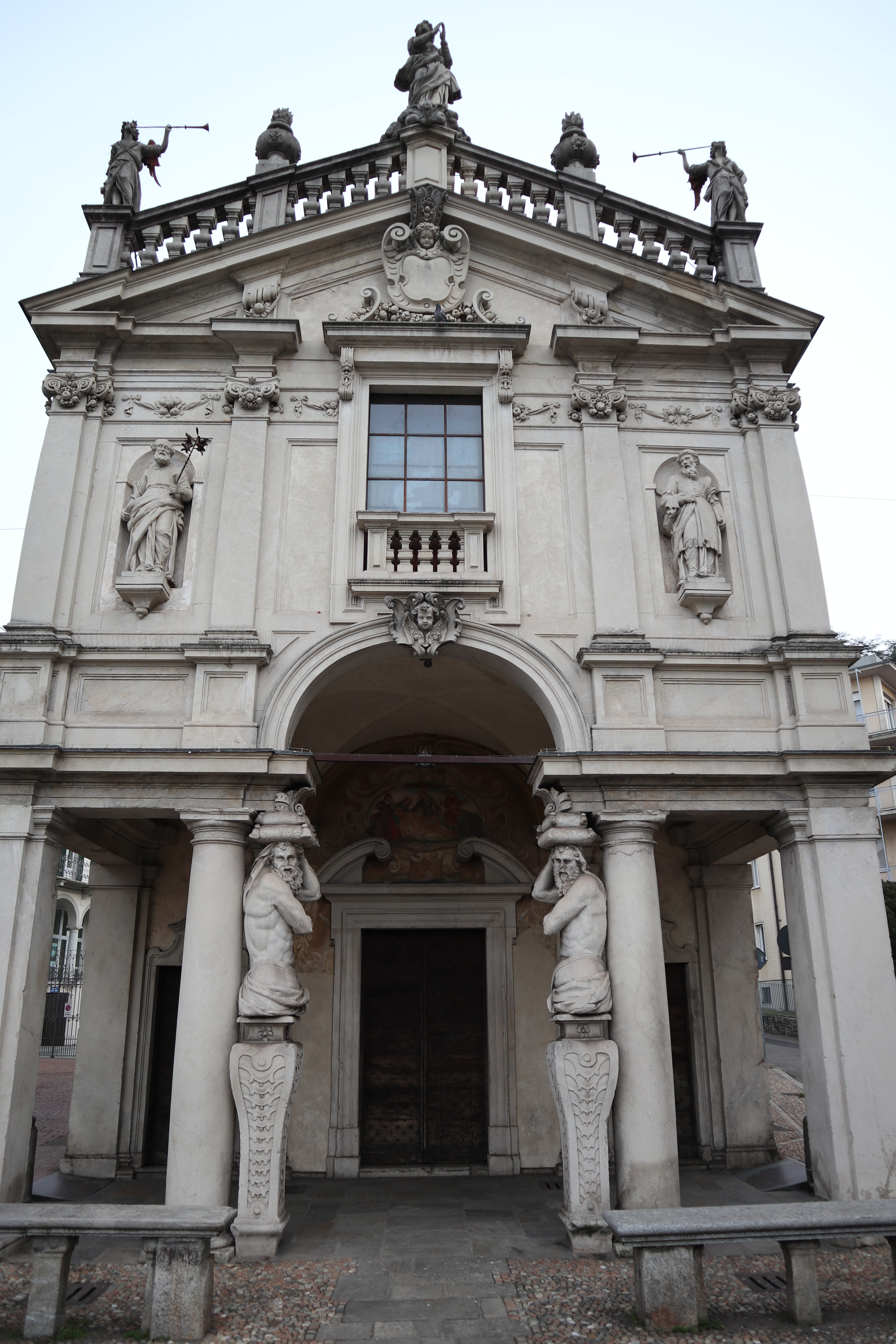
Facciata del Santuario.

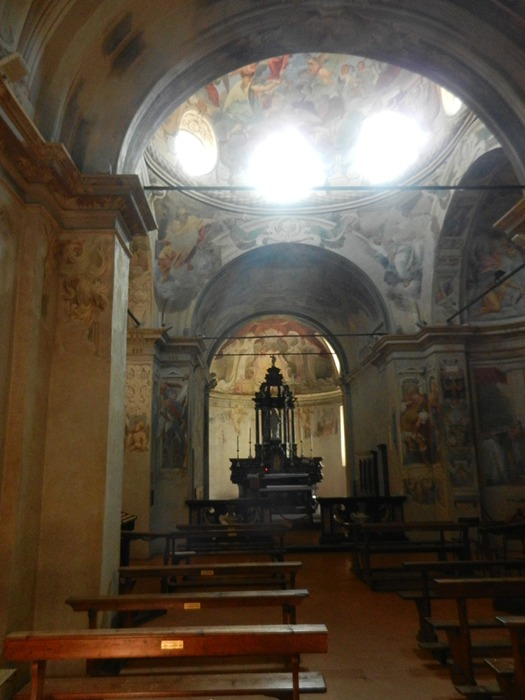
L'interno

Quel primitivo edificio venne progressivamente elaborato e già nel tardo XV secolo doveva essere stato trasformato in chiesa. La sua prima menzione risale al 1567, in un documento conservato presso l'archivio della Curia Arcivescovile di Milano: la chiesetta risultava avere una pianta a croce greca e un aspetto sobrio e spoglio, con facciata rustica, senza portico né campanile e dotata di una piccola sacrestia. Nel 1574 l'arcivescovo di Milano Carlo Borromeo, negli appunti a margine di una visita pastorale, dispose che si provvedesse ad abbellire il tempio, arricchendone la decorazione e il corredo di paramenti sacri per le celebrazioni liturgiche:
La chiesa iniziò ad assumere il suo aspetto definitivo a partire dal XVII secolo: tra il 1678 e il 1686 venne trasformata la pianta a croce latina e alla facciata originaria ne venne addossata una nuova, decorata più riccamente, in linea col gusto barocco del tempo; a quest'epoca risale inoltre gran parte della ricca decorazione pittorica interna, dovuta a insigni pittori dell'area lombarda. Nel 1722 un ulteriore intervento, ad opera del capomastro Giovanni Antonio Speroni, addossò al braccio settentrionale del transetto il campanile. Da ultimo nel 1742 la sacrestia venne ricostruita di maggiori dimensioni (creando un vistoso "cubo" a lato del presbiterio) e il corredo pittorico venne ulteriormente arricchito.
Nel corso dei secoli successivi il santuario subì alterne vicissitudini: tra la fine del XIX e l'inizio del XX secolo esso risultava deteriorato e finanche sconsacrato, come annotò il cardinale Andrea Carlo Ferrari durante le sue visite pastorali del 1899 e 1907; ciò però, osservò il presule, non ne aveva intaccato la venerazione popolare, rivolta in particolare all'affresco della Madonna situato nell'abside. Nel 1928 un decoratore di nome Pinzauti ritoccò grossolanamente le pitture interne, alterandone i dettagli e spostando alcune scene con la tecnica dello strappo. Inoltre il tetto, lasciato privo di manutenzione, si guastò (in particolare tra tiburio e cupola), dando luogo a infiltrazioni d'acqua che danneggiarono l'interno. La collocazione agreste è inoltre scomparsa sotto l'incedere dell'espansione urbanistica di Varese, che ha serrato la Madonnina in Prato in una selva di edifici residenziali.
Tra il 1995 e il 1996 un completo restauro conservativo interno ed esterno, commissionato dalla parrocchia di Biumo Inferiore e diretto dall'architetto Marco Giani, ha permesso di riportare la chiesa all'originario splendore, sanando i danni ed eliminando le superfetazioni.

## Decorazione

### Esterno
L'edificio esternamente si presenta piuttosto sobrio: spicca per ricchezza decorativa la facciata seicentesca, costruita in pietra arenaria grigia cavata a Viggiù, che racchiude nella sagoma "a capanna" un porticato d'ingresso aperto frontalmente a serliana (rassomigliante a un piccolo arco trionfale, col varco centrale retto da due telamoni), sopra il quale si innesta un prospetto scandito da tre aperture (una grande finestra quadrangolare al centro e ai lati due nicchie arquate contenenti le statue di San Gioacchino e San Giuseppe) e animato da una trama alquanto elaborata di lesene, modanature e semicolonne ioniche. Al culmine del frontone vi è una balaustra; sulla cuspide svetta la statua della Beata Vergine, affiancata lateralmente da due voluminose fiaccole votive e, alle estremità laterali, da due angeli suonatori di tromba. Il transetto appare molto avanzato verso il vestibolo, poco sporgente e racchiuso da mura curvilinee: al braccio settentrionale è addossato il campanile, dotato di un concerto di quattro campane, mentre a meridione vi è il "cubo" della sacrestia. Svetta centralmente sul tetto il tiburio (una semplice struttura muraria ottagonale con tetto a spioventi), che racchiude al suo interno la cupola.

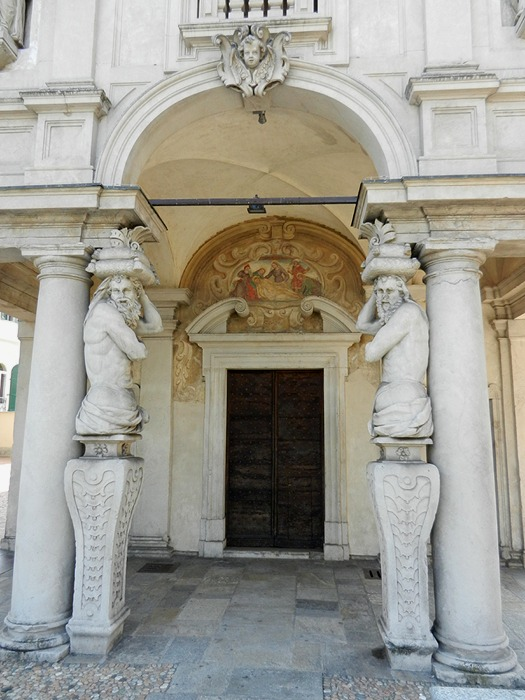
I telamoni che reggono il porticato d'ingresso

Prima di accedere all'aula si passa sotto un basso portico d'ingresso, sulla cui volta è affrescata la scena della Deposizione di Gesù.

### Interno
L'interno è a singola navata con volta a botte; la lunga zona presbiteriale vede l'altare maggiore (in marmo policromo, realizzato nel Settecento a somiglianza di quello della concittadina basilica di San Vittore) molto arretrato verso l'abside.

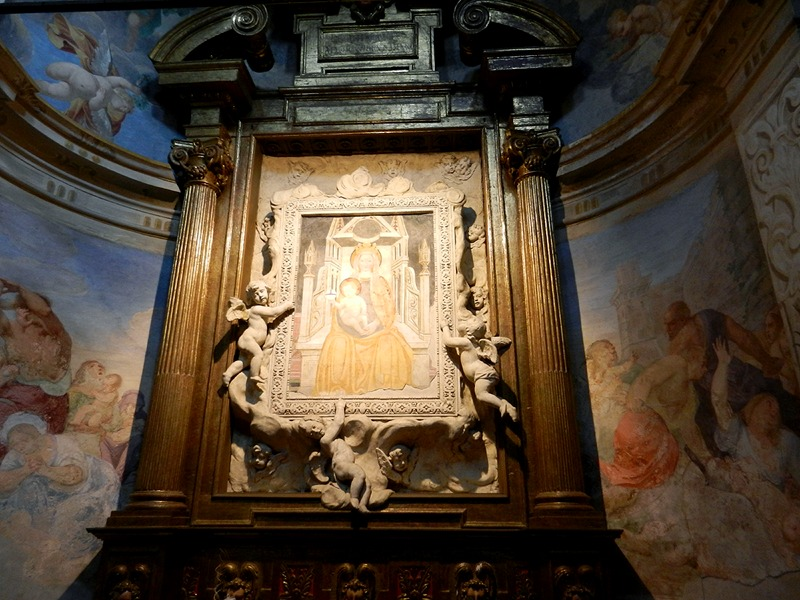
La cappella dei Re Magi: al centro l'antica effigie mariana, oggetto di particolare venerazione in ambito locale

Il transetto si risolve internamente in due cappelle:
- a sinistra quella dei Re Magi, così intitolata perché in origine ospitava centralmente un dipinto a olio (opera di Camillo Procaccini) ritraente la Beata Vergine col Bambin Gesù mentre riceve i doni dei magi; nella parte alta del muro di fondo è rimasta visibile la citazione biblica Procidentes adoraverunt eum ("prostrandosi lo adoravano"). Nel 1930 tale quadro venne trasferito nella chiesa parrocchiale di Biumo Inferiore; in sua sostituzione venne staccato dall'abside e ivi ricollocato l'affresco tardogotico (cui verosimilmente faceva riferimento il cardinal Ferrari parlando del culto popolare che interessava la chiesetta) ritraente la Madonna in trono con Bambino, recante in mano un globo crucigero. Sulle pareti laterali sono invece affrescate scene della Strage degli innocenti, opera di Antonio Busca[4].
- a destra quella di San Carlo Borromeo, intitolata alla memoria della particolare predilezione che l'arcivescovo di Milano ebbe per il tempio: egli è dunque ritratto nell'olio su tela (retto da una pesante e sfarzosa struttura lignea) opera di Giovanni Francesco Lampugnani, al quale si devono anche gli affreschi circostanti, dedicati ad episodi di vita del cardinale (tra i quali il tentato omicidio del 26 ottobre 1569); completano il ciclo decorativo lo stemma episcopale borromaico circondato dai simboli delle quattro virtù cardinali[4].

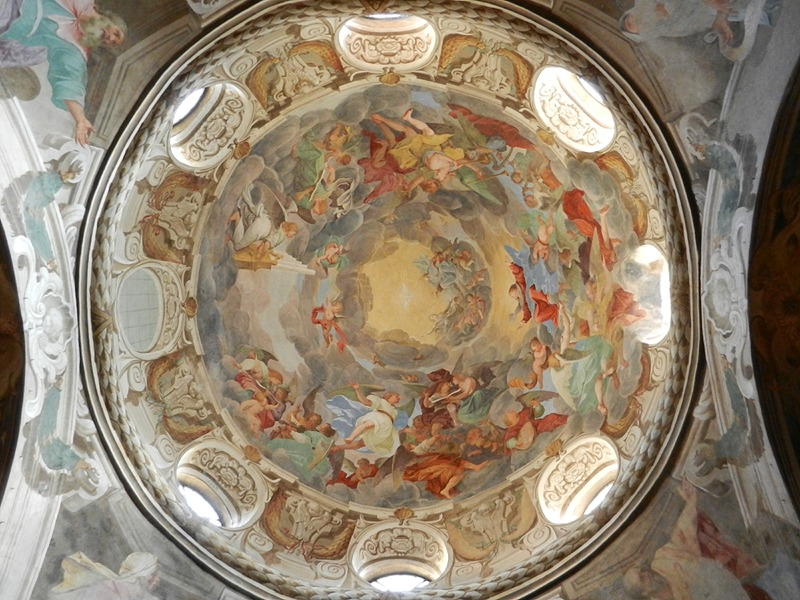
Vista interna della cupola

A metà navata, tra i bracci del transetto si leva la cupola, affrescata anch'essa dal Busca: negli interstizi tra le quattro arcate portanti sono effigiati i profeti Michea, Baruc, Geremia e Osea (ossia coloro che nei rispettivi libri parlarono della Madonna); la tazza è decorata dall'affollata scena dell'Assunzione di Maria, nella quale la Beata Vergine (dominante l'insieme in posizione centrale) si leva verso il cielo, circondata da un turbinio di angeli, che a cavalcioni delle nuvole levano inni in suo onore, talora accompagnandosi a strumenti musicali. Il gioco prospettico ideato dall'autore amplifica le dimensioni apparenti della cupola stessa, facendola rassomigliare a una vera e propria apertura verso la volta celeste. Completano l'apparato pittorico diverse false architetture a trompe-l'œil.
Il presbiterio, separato dal resto della navata da una balaustra, è "incorniciato" da due pilastri sui quali sono raffigurati i martiri San Defendente, Sant'Alessandro, San Vittore il Moro e San Maurizio; la volta è decorata con false architetture di gusto barocco.